# Não Faz Sentido!: Por Trás da Câmera
Não Faz Sentido!: Por Trás da Câmera é um livro escrito pelo empresário, ator e autor carioca Felipe Neto, lançado em 17 de agosto de 2013, pela editora "Casa da Palavra".

## Antecedentes
"Não foi feito para lucrar"

— Felipe Neto sobre livro do "Não faz sentido".
Nos anos 2000 a internet aconteceu. Passar horas assistindo vídeos no Youtube era (e continua a ser, em muitos casos) uma das atividades que os jovens mais gostavam de fazer. O humor ganhou uma cara nova. Fazer sucesso e se tornar conhecido, não era mais algo tão distante. Toda essa curiosidade chamou atenção do carioca Felipe Neto. Em 2010, com 22 anos e inspirado por vlogs americanos, Felipe decidiu fazer vídeos para o YouTube. Sem nenhuma pretensão, tinha uma ideia simples: queria montar um personagem que criticasse tudo que o incomodava. Usando sempre um acessório que viria a ser sua marca registrada, seus óculos escuros, ele não imaginava que o "Não Faz Sentido" poderia se tornar o fenômeno da internet brasileira e o primeiro da língua portuguesa a ultrapassar a marca de 1 milhão de inscritos. Mas foi exatamente o que aconteceu.
Confundido muitas vezes com seu personagem reclamão, Felipe Neto expõe nesta obra sua outra face, sem óculos escuros, muito diferente da que se vê em seus vídeos mais famosos. Do garoto que se levantou da falência para a exposição meteórica (que o acabou levando à depressão); dos bastidores envolvendo o vídeo contra a Saga Crepúsculo ao desentendimento com celebridades; acompanhamos, com muita sinceridade, uma história de sucesso por trás dos panos. Você conhece o "Não Faz Sentido". Agora vai conhecer a história, através de uma linguagem bem-humorada e sem nunca se levar muito a sério, pela lente de quem está por trás da câmera. E comprovar que, apesar do nome, este livro nos apresenta a história de um projeto cujo sucesso possuiu não apenas toda lógica, como também todos os motivos para se comunicar com uma geração altamente conectada, disposta a revolucionar a maneira como lidaremos com a produção e o conteúdo do entretenimento mundial.[carece de fontes?]

## Sinopse
| “                                 | A vontade de escrever o livro surgiu no mesmo lugar que muitas das idéias que tenho na vida: durante o banho. Simples assim, enquanto a água quase em ebulição caía na minha cabeça, pensei: "seria legal um dia contar a história do 'Não Faz Sentido' pras pessoas". Na época eu tinha 23 anos. Saí do banho e imediatamente sentei e comecei a escrever. Por isso o livro conta com uma imensa riqueza de detalhes na hora em que as histórias são contadas, até mesmo os diálogos, pois eu fui escrevendo ao longo do tempo. Foram 2 anos de trabalho. Isso é interessante… Disse que comecei a escrever com 23 anos e terminei com 25. Isso é muito perceptível no livro | ” |
| — Felipe Neto.[carece de fontes?] | |   |

No livro Não Faz Sentido! - Por Trás da Câmera, escrito por Felipe Neto, conta sobre os bastidores do surgimento e sucesso do canal "Não Faz Sentido", passando pela mudança do entretenimento brasileiro e mostrando como a Internet vai moldar uma nova geração.

## Afiliação:Não Faz Sentido!
O canal do YouTube, "Não Faz Sentido!", começou no quarto de Felipe Neto, com uma câmera Sony, duas luminárias de R$19,90 e alguns adesivos na parede. E os óculos escuros foram encontrados na praia de Porto de Galinhas quando ele participou do evento "Porto Cai na Rede". O "programa" criado por Felipe Neto em 28 de abril de 2010, sem maiores pretensões, tornou-se um fenômeno da internet brasileira e o primeiro canal de vídeos em língua portuguesa a ultrapassar a marca de 1 milhão de inscritos. "Quando comecei o discurso, percebi que minha "interpretação" estava mesclando duas coisas: as verdades que eu realmente tinha dentro de mim e uma personalidade agressiva que nunca tinha explorado. E foi assim, sem querer, que a última peça faltante do "Não Faz Sentido!" entrou em cena: o temperamento. Era isso! O "Não Faz Sentido!" poderia virar um espaço em que eu poderia dizer verdades que, por mais que soassem puramente óbvias para alguns, eram questões que muitos pensavam, mas nunca diziam. O resultado foi imediato." - finaliza o autor.

## Espetáculo
Em maio de 2015, Felipe Neto anunciou em suas redes que estava trabalhando num projeto secreto a ser lançado em setembro. Em suas palavras: "É o maior desafio de toda a minha carreira, estou muito ansioso pra poder contar a vocês".
Em 15 de julho de 2015, Felipe Neto abriu seu novo site, apresentando o projeto: uma peça de teatro chamada Minha Vida Não Faz Sentido. Depois de uma breve, e engraçada, apresentação, Felipe encarna o mesmo personagem resmungão, que com seus indefectíveis óculos escuros, atira e destila hilárias pérolas na internet.

### Netflix
Felipe Neto e Marco Luque fizeram especiais individuais de comédia para a produtora Netflix. As atrações foram lançadas em 2016 e estão disponíveis para todo o mundo.
Minha Vida Não Faz Sentido, peça de Felipe Neto, foi gravada em setembro de 2016, no Teatro Bradesco, em São Paulo. Já Marco Luque apresentou em novembro, no Teatro Santander (SP), seu espetáculo Tamo Junto. A peça de Felipe Neto (conhecida como "My Life Makes No Sense" internacionalmente) foi lançada em abril de 2017 no Netflix mundial.